# Lewiatan

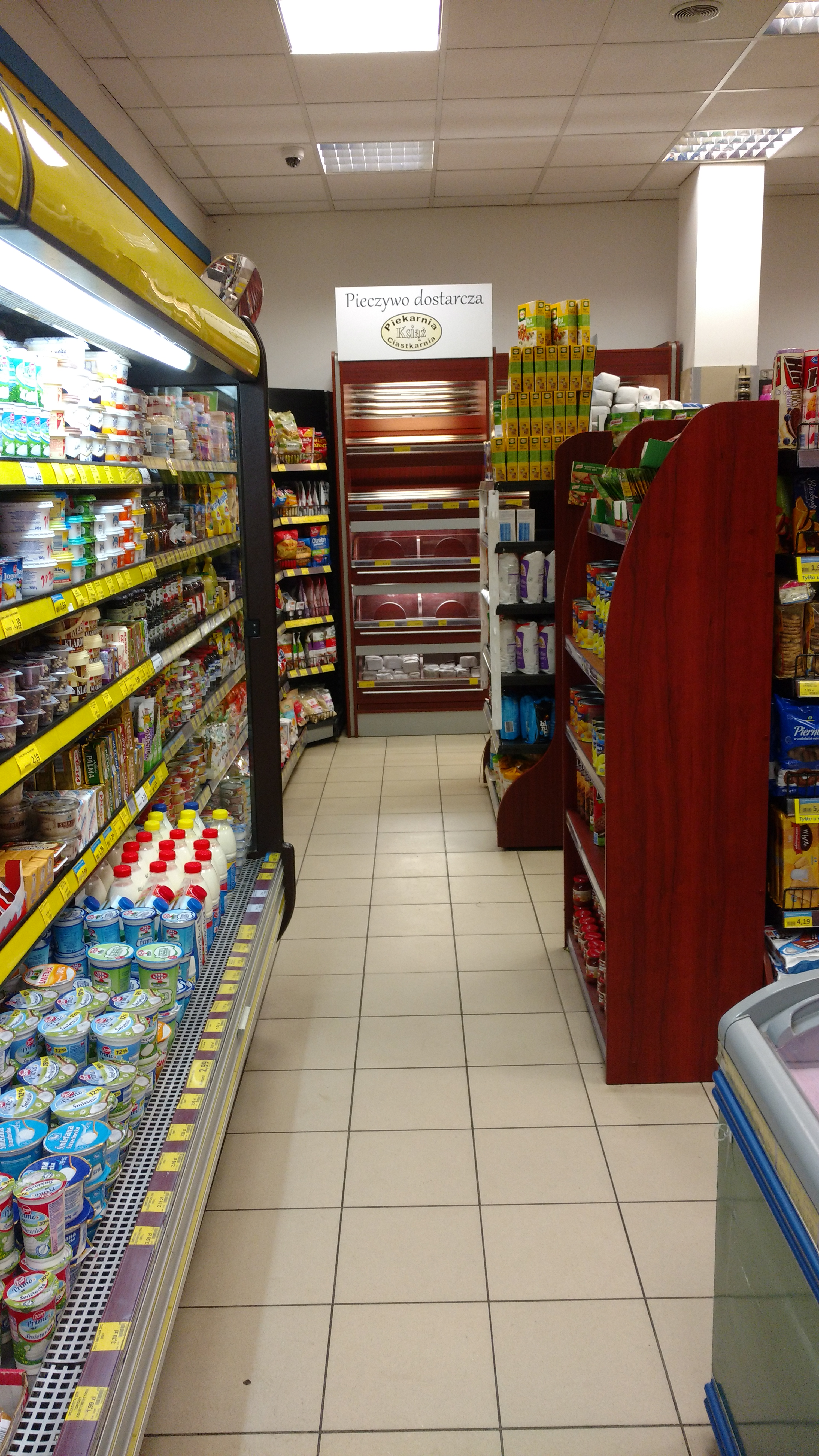
Інтер'єр одного з магазинів мережі.

Lewiatan (укр. Левіатан) — найбільша мережа невеликих продуктових магазинів, що діють у Польщі на основі франчайзингу.. Входить до групи «Eurocash».
Створена в 1994 році, в даний час вона має понад 3200 магазинів, розташованих по всій Польщі, де працює в цілому 25 000 осіб. Її засновником був Вальдемар Новаковський, а чинним головою правління «Lewiatan Holding» є Войцех Крушевський.

## Назва
Назва «Левіатан» взята від Центрального союзу польської промисловості, гірничодобувної промисловості, торгівлі і фінансів «Левіатан». У свою чергу, назва цієї організації зародилася тоді, коли її критикували в соціалістичному журналі «Robotnik», де її порівнювали з біблійним Левіафаном.

## Історія
Польська торгова мережа «Lewiatan» була створена в 1994 році як об'єднання торговців, що займаються комерційною діяльністю. Спочатку це була неофіційна група ритейлерів, але вже в 1995 році її члени вирішили створити акціонерне товариство під назвою «Союз продавців і виробників Lewiatan '94 SA». Основною його метою було створення конкуренції зарубіжним мережам, які дедалі активніше заповнювали польський ринок. За концепцією ініціаторів, ця боротьба мала здійснюватися із застосуванням економії від масштабу та пов'язаної з цим можливості отримання більш вигідних закупівельних цін на товари від постачальників.
У 1996 році компанія розпочала створювати мережу франчайзингових магазинів і встановила канал зв'язку між заготівлею та гуртовими поставками. Тоді були підписані перші угоди про спільну торгівлю, логістику та політику закупівель. Почали формуватися регіональні структури операторів.
Згодом були розроблені єдині стандарти, в результаті яких утворилася єдина комерційна мережа.
У квітні 2001 року польська торгова мережа «Lewiatan» розпочала продавати товари власного бренду. Серед товарів власної марки є харчові продукти (наприклад, соки, продукти переробки, борошно тощо), а також побутова хімія.
У 2011 році мережа «Lewiatan» увійшла до групи «Eurocash», яка отримала права на бренд та управління у 9 із 16 регіональних компаній. Того ж року мережа здійснила ребрендинг. Окрім логотипу, змінився також зовнішній вигляд магазинів та їх дизайн інтер'єру. Перші зміни були здійснені у мережевих магазинах у Плоцьку, Сохачеві та Радомі.
Загальний оборот «PSH Lewiatan» у 2014 році становив 8,55 млрд. злотих, а у 2015 році — 9,3 млрд. злотих.
У 2016 році бренд «Lewiatan» належав до десятків найбільших мереж на комерційному ринку Польщі.